# Trismegistia gracilicaulis
Trismegistia gracilicaulis là một loài rêu trong họ Sematophyllaceae. Loài này được Dixon & Herzog mô tả khoa học đầu tiên năm 1935.